# 波皮夫齊 (沃洛奇斯克區)
49°39′6″N 26°31′51″E / 49.65167°N 26.53083°E
波皮夫齊（烏克蘭語：Попівці）是位於烏克蘭西部的村莊，由赫梅利尼茨基州裡赫梅利尼茨基區的沃洛奇斯克市鎮負責管轄。該村始建於1593年，面積1.79平方公里，海拔高度314米，2001年人口508。